# 안양관악초등학교
안양관악초등학교는 대한민국 경기도 안양시 동안구에 있는 공립 초등학교이다.

## 학교 연혁
- 1999년 6월 28일 안양관악초등학교 설립인가
- 2000년 3월 1일 초대 이영길 교장 취임. 25학급 편성 개교(1,041명) - 남 546명, 여 495명
- 2000년 3월 2일 관양, 인덕원, 부림 분리 개교
- 2000년 3월 29일 청소년단체
- 2000년 9월 8일 제1회 가을운동회
- 2000년 11월 29일 학급학예발표회(25학급)

## 사진

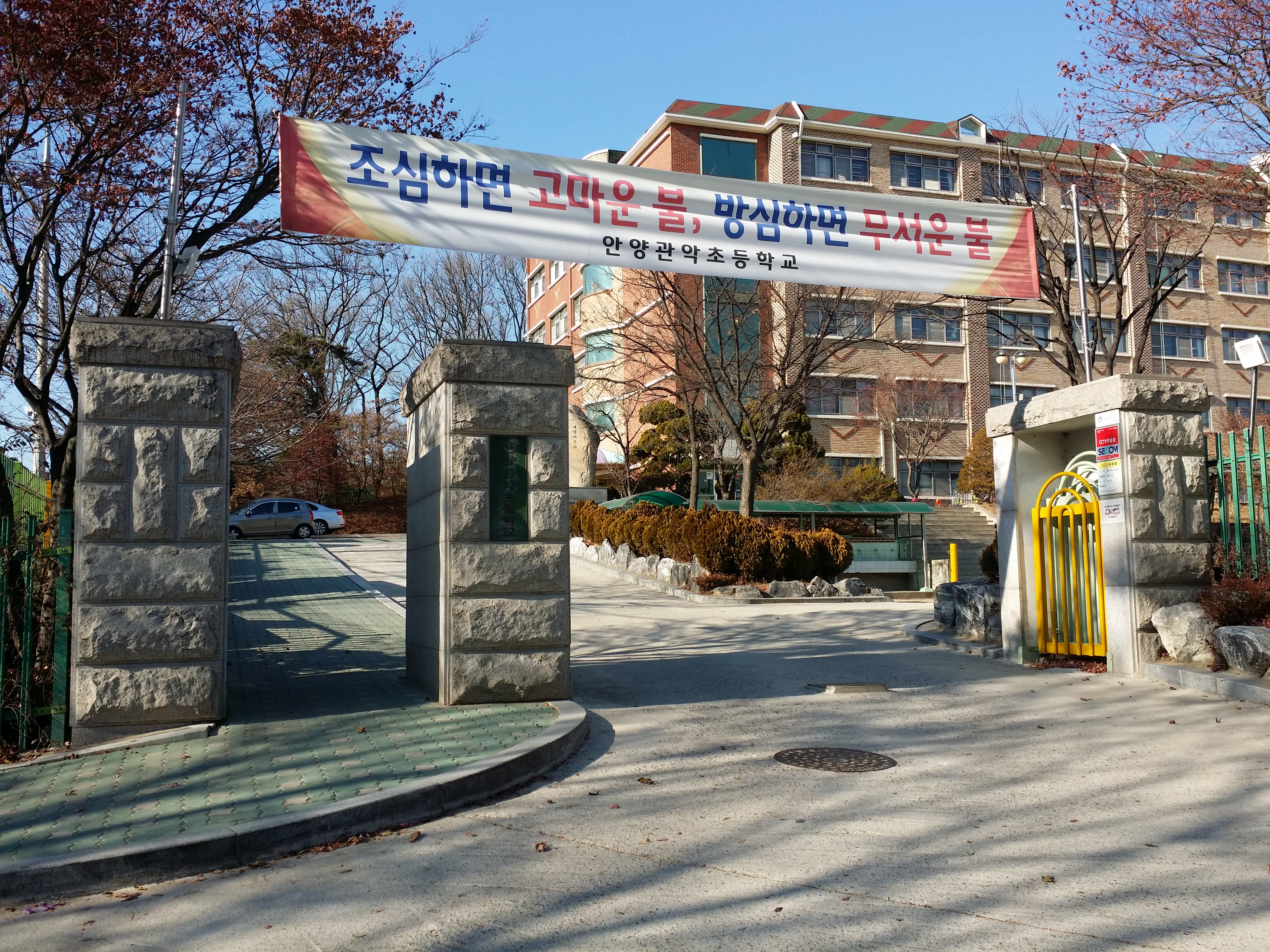
안양관악초등학교 정문
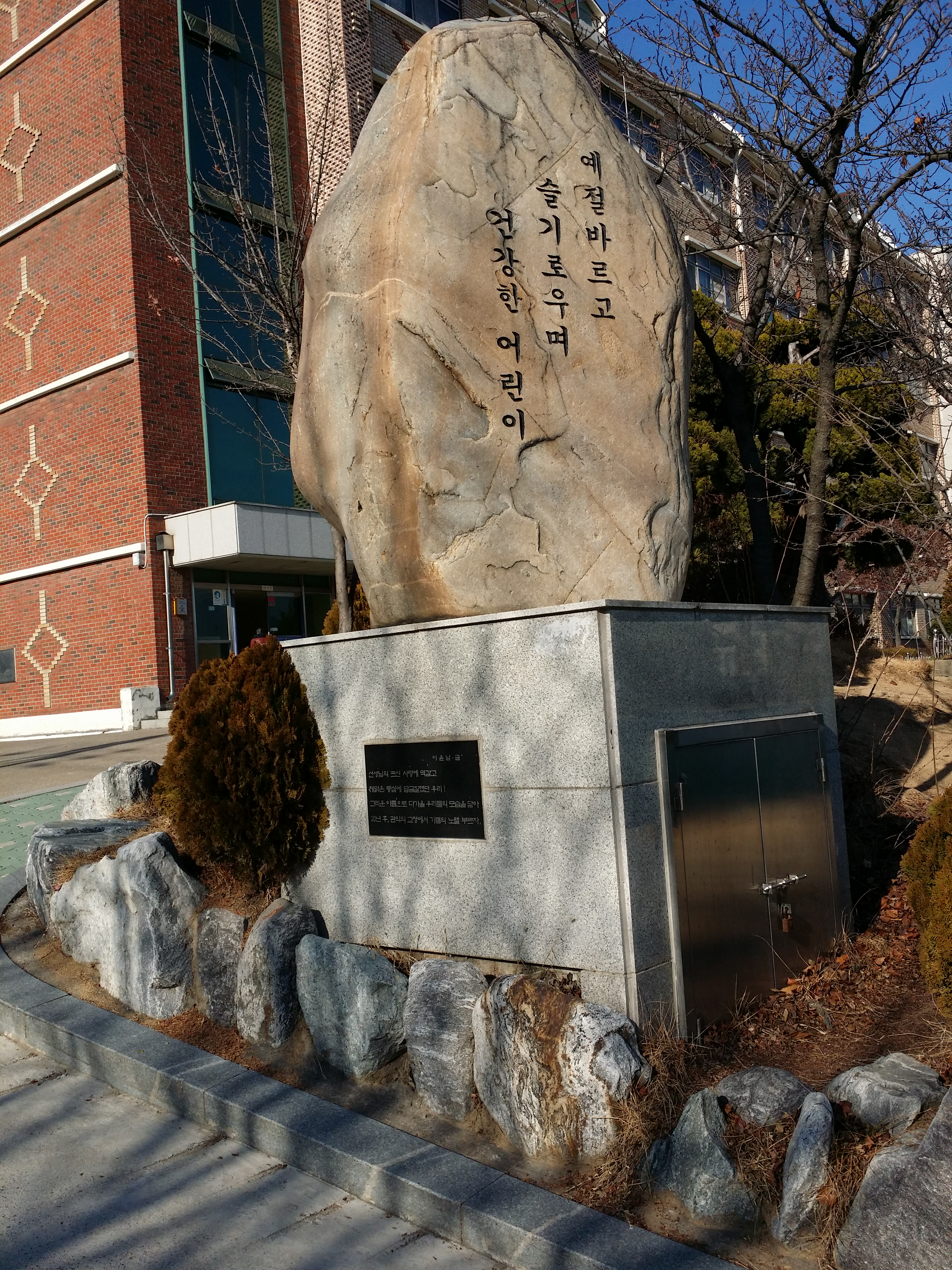
안양관악초등학교 교훈석

## 참고 자료
- 안양관악초등학교 - 한국교육학술정보원 학교알리미